# Wild Horse Rodeo
Wild Horse Rodeo è un film del 1937 diretto da George Sherman.
È un film western statunitense con Robert Livingston, Ray Corrigan e Max Terhune. Fa parte della serie di 51 film western dei Three Mesquiteers, basati sui racconti di William Colt MacDonald e realizzati tra il 1936 e il 1943.

## Produzione
Il film, diretto da George Sherman (alla sua prima regia) su una sceneggiatura di Oliver Drake e Betty Burbridge con il soggetto dello stesso Drake e di Gilbert Wright e William Colt MacDonald (creatore dei personaggi), fu prodotto da Sol C. Siegel per la Republic Pictures e girato a Lone Pine in California. I brani della colonna sonora My Madonna of the Trail e Riding High furono composti da Fleming Allan (parole e musica).

## Distribuzione
Il film fu distribuito negli Stati Uniti dal 6 dicembre 1937 	 al cinema dalla Republic Pictures. È stato distribuito anche in Brasile con il titolo O Grande Rodeio.